# Биатлон на зимних Олимпийских играх 2010 — масс-старт (мужчины)
Соревнования в масс-старте по биатлону среди мужчин на зимних Олимпийских играх 2010 года прошли 21 февраля.
Гонка состоялась в Олимпийском парке Уистлера с 11:00 до 12:00 по местному времени (UTC-8).

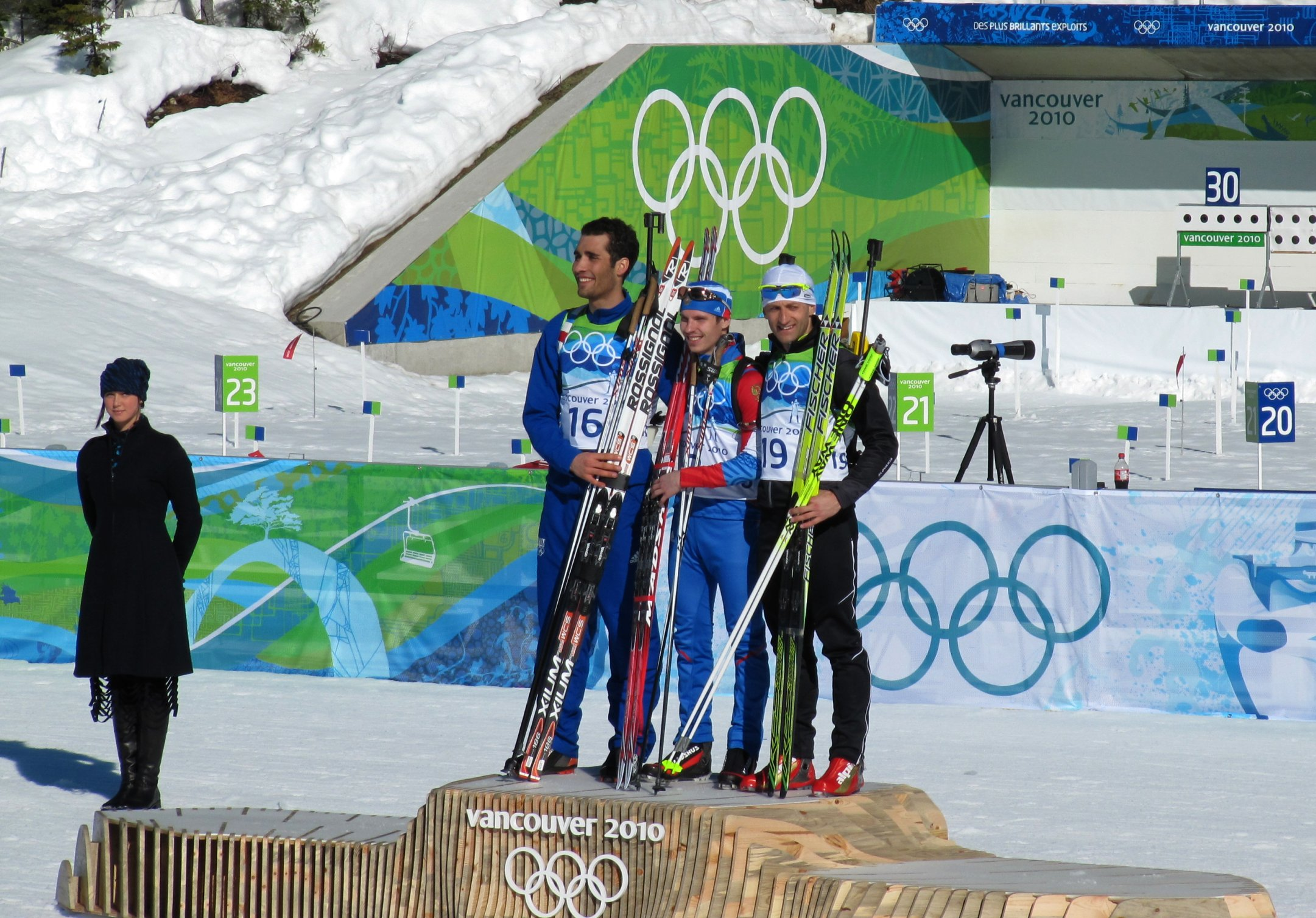
Призёры после гонки

Все три призёра Олимпийских игр 2006 года в Турине в масс-старте — Михаэль Грайс, Томаш Сикора и Уле-Эйнар Бьёрндален — приняли участие в гонке, но остались без медалей (лучший из них, Грайс, был лишь десятым).
После второго огневого рубежа образовалась группа из одиннадцати спортсменов, отстрелявших без ошибок, но к третьему рубежу их догнали преследователи во главе с Эмилем Хегле Свендсеном, и ситуация вновь запуталась. После третьего рубежа ушла группа из четырех участников, отстрелявших без ошибки: Павол Гурайт, Евгений Устюгов, Бьёрн Ферри, Венсан Же и Даниэль Мезотич, который допустил 1 промах ранее. Они пришли к четвёртому огневому рубежу одновременно, но без ошибок отстреляли лишь Устюгов и Гурайт, ушедшие на трассу первыми. За ними с отставанием около 15 секунд от Устюгова ушёл Кристоф Зуман, а ещё через 10 секунд — Мартен Фуркад, Венсан Же и Симон Фуркад. Устюгов сразу же оторвался от Гурайта и завоевал золотую медаль. Мартен Фуркад обогнал сначала Зумана, а затем и Гурайта, и стал вторым.
Для России это была первая олимпийская медаль в биатлоне на Играх в Ванкувере и первое золото в мужском биатлоне с 1994 года, для Словакии — первая в истории медаль в биатлоне у мужчин (две медали завоевала ранее в Ванкувере Анастасия Кузьмина). Для всех трёх призёров это первая олимпийская медаль.
27 октября 2020 года Антидопинговая панель Спортивного арбитражного суда (CAS ADD) признала Устюгова виновным в нарушении антидопинговых правил. Были аннулированы результаты Устюгова с 24 января 2010 года по конец сезона 2013/2014, что означает лишение Устюгова всех трёх олимпийских медалей, включая золото за победу в масс-старте в 2010 году. Обвинения основывались на данных биологического паспорта Устюгова, который содержал высокие показатели гемоглобина. 18 ноября 2020 года Устюгов подал апелляцию на решение Антидопинговой панели CAS. Рассмотрение апелляции после ряда переносов состоялось летом 2023 года. 26 ноября 2024 года Спортивный арбитражный суд отклонил апелляцию Устюгова по делу о биологическом паспорте. Таким образом, Устюгов лишится золотой медали за масс-старт. Ожидается перераспределение наград .

## Медалисты
| Золото                | Серебро               | Бронза                |
| Мартен Фуркад Франция | Павол Гурайт Словакия | Кристоф Зуман Австрия |

## Соревнование
| Место | Спортсмен                  | Стрельба    | Время   |
| ----- | -------------------------- | ----------- | ------- |
| 1     | Мартен Фуркад (FRA)        | 3 (2+0+0+1) | +10,5   |
| 2     | Павол Гурайт (SVK)         | 0 (0+0+0+0) | +16,6   |
| 3     | Кристоф Зуман (AUT)        | 1 (0+1+0+0) | +25,9   |
| 4     | Даниэль Мезотич (AUT)      | 3 (0+1+0+2) | +30,2   |
| 5     | Иван Черезов (RUS)         | 3 (0+2+0+1) | +33,5   |
| 6     | Доминик Ландертингер (AUT) | 4 (1+0+1+2) | +34,0   |
| 7     | Венсан Же (FRA)            | 1 (0+0+0+1) | +34,6   |
| 8     | Яков Фак (CRO)             | 3 (1+0+1+1) | +34,8   |
| 9     | Михаэль Грайс (GER)        | 3 (0+0+1+2) | +35,0   |
| 10    | Томаш Сикора (POL)         | 3 (2+1+0+0) | +37,4   |
| 11    | Бьёрн Ферри (SWE)          | 2 (0+0+0+2) | +37,6   |
| 12    | Эмиль Хегле Свендсен (NOR) | 3 (0+0+1+2) | +45,0   |
| 13    | Симон Фуркад (FRA)         | 1 (0+1+0+0) | +52,4   |
| 14    | Андреас Бирнбахер (GER)    | 3 (0+1+2+0) | +54,5   |
| 15    | Михал Шлезингр (CZE)       | 2 (1+1+0+0) | +59,9   |
| 16    | Арнд Пайффер (GER)         | 2 (0+0+2+0) | +1:08,8 |
| 17    | Тим Бёрк (USA)             | 4 (0+0+3+1) | +1:09,0 |
| 18    | Халвар Ханевольд (NOR)     | 3 (0+1+0+2) | +1:20,9 |
| 19    | Сергей Новиков (BLR)       | 3 (0+0+1+2) | +1:23,6 |
| 20    | Сергей Седнев (UKR)        | 2 (0+0+2+0) | +1:27,1 |
| 21    | Антон Шипулин (RUS)        | 3 (0+1+1+1) | +1:29,0 |
| 22    | Кристоф Штефан (GER)       | 4 (0+1+1+2) | +1:35,7 |
| 23    | Томас Фрай (SUI)           | 2 (0+1+1+0) | +1:37,2 |
| 24    | Симон Эдер (AUT)           | 4 (0+0+2+2) | +1:54,0 |
| 25    | Андрей Дериземля (UKR)     | 5 (0+2+3+0) | +2:08,2 |
| 26    | Уле-Эйнар Бьёрндален (NOR) | 7 (1+2+3+1) | +2:10,8 |
| 27    | Клемен Бауэр (SLO)         | 5 (2+0+0+3) | +2:41,2 |
| 28    | Джереми Тила (USA)         | 4 (1+1+0+2) | +3:00,4 |
| 29    | Жан-Филипп Легеллек (CAN)  | 7 (0+4+0+3) | +3:42,8 |
| DSQ   | Евгений Устюгов (RUS)      | 0 (0+0+0+0) | 35:35,7 |